# Marshall Field and Company Building
El Marshall Field and Company Building es un edificio en Chicago, la ciudad más poblada del estado de Illinois (Estados Unidos). Fue la sede principal de la Marshall Field and Company y la cadena de grandes almacenes Marshall Field. Se construyó en dos etapas: el extremo norte de 1901 a 2002 (incluida la entrada con columnas) y el extremo sur de 1905 a 2006. Desde 2006, es la principal ubicación del Medio Oeste de Chicago de los grandes almacenes Macy's y se llama Macy's State Street. Está ubicado en el distrito comercial del Loop y ocupa toda la manzana delimitada por North State Street, East Randolph Street, North Wabash Avenue y East Washington Street.
Marshall Field es considerado como uno de los tres establecimientos más influyentes en el desarrollo a nivel nacional de la tienda departamental y en la historia económica comercial de los Estados Unidos. Tanto el nombre del edificio como el nombre de las tiendas que antes tenían su sede en este edificio cambiaron de nombre el 9 de septiembre de 2006 como resultado de la fusión de las tiendas departamentales de mayo anterior (expropietario y matriz de Marshall Field) con las Federated Department Stores, lo que llevó a la integración de las tiendas Marshall Field's en la red minorista ahora nacional de Macy's.
El edificio, que es la tercera tienda más grande del mundo, fue declarado Monumento Histórico Nacional e incluido en el Registro Nacional de Lugares Históricos el 2 de junio de 1978, y fue designado como un lugar emblemático de Chicago el 1 de noviembre de 2005. La arquitectura del edificio es conocida por sus múltiples atrios (varios atrios con balcones - Gran Salón) y por haber sido construido en etapas a lo largo de más de dos décadas. Su ornamentación incluye un techo abovedado de mosaico Louis Comfort Tiffany, (1848-1933) (más tarde estudios Tiffany & Co. de la ciudad de Nueva York) y un par de relojes de esquina de calle al aire libre conocidos en State y Washington, y más tarde en State y las calles Randolph, que sirven como símbolos de la tienda desde 1897.

## Historia

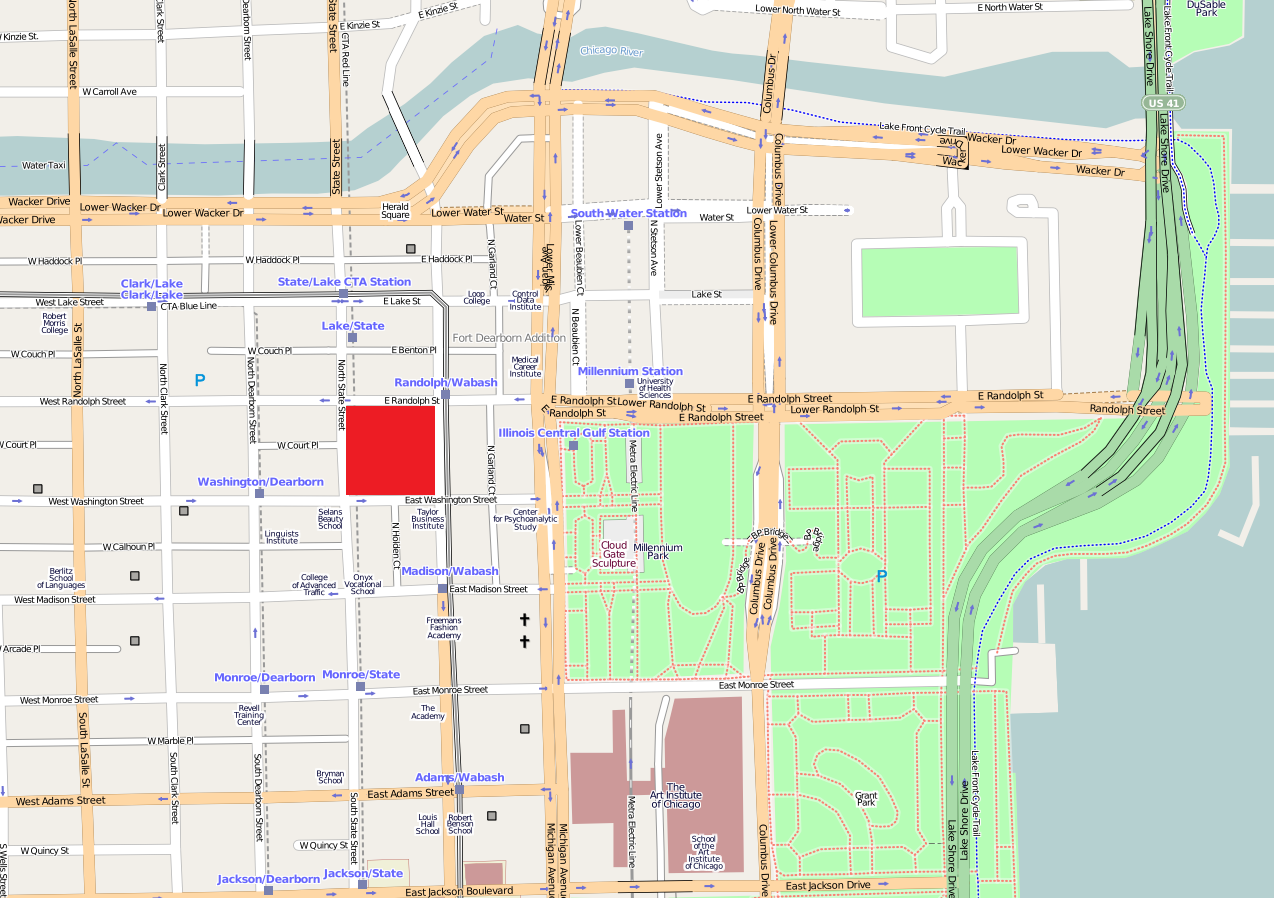
Ubicación del edificio Marshall Field and Company (cuadrado rojo) en el distrito comercial del centro de Chicago Loop

Aunque el nombre corporativo oficial de la entidad minorista con sede en este edificio había sido Marshall Field & Company (apodado Marshall Field's) desde 1881 hasta 2006, la tienda ha tenido cinco nombres diferentes desde su creación en 1852 como P. Palmer & Co. En 1868, tras dejar de participar en las operaciones diarias con sus nuevos socios de Field, Palmer & Leiter, Potter Palmer convenció a Marshall Field y Levi Leiter de trasladar la tienda de Field, Leiter & Co. a un edificio propiedad de Palmer en la calle State en la esquina de Washington Street. Después de ser consumida por el Gran incendio de Chicago y separar el negocio mayorista de las operaciones minoristas, la tienda reanudó sus operaciones en State y Washington en una estructura reconstruida, ahora alquilada a Singer Sewing Machine Company. En 1877, otro incendio consumió este edificio, y cuando se construyó un nuevo Singer Building para reemplazarlo en el mismo lugar en 1879, Field reunió el capital para comprarlo. El negocio ha permanecido allí desde entonces, y ha agregado cuatro edificios posteriores para formar la estructura integrada que ahora se llama Marshall Field and Company Building.
La principal calle comercial de Chicago era la calle State en el famoso Loop después del Gran Incendio de Chicago de 1871, y este centro ha sido anclado por las empresas de Marshall Field y sus predecesoras en este complejo de edificios. Sin embargo, los suburbios comenzaron a tener importantes distritos minoristas en los años 1920. En los años 1920, la tienda creó nuevas ubicaciones suburbanas como Marshall Field and Company Store para seguir siendo competitiva. Después de 1950, con el clima económico y social en auge posterior a la Segunda Guerra Mundial con un creciente desarrollo residencial y comercial suburbano, vio la construcción de los primeros centros comerciales de franjas, seguidos de centros comerciales regionales cerrados a lo largo de las principales avenidas y carreteras interestatales como Magnificent Mile redujo el papel de la importancia diaria del Loop para muchos habitantes de Chicago a medida que las ventas minoristas del centro de la ciudad cayeron y gradualmente más negocios se movieron hacia afuera siguiendo primero las líneas de tranvías y luego el automóvil. Finalmente, hubo una afluencia de tiendas de otras partes del país a medida que el ritmo de la venta al público comercial se fusionó, se consolidó y se extendió primero a escala regional y luego nacional. No obstante, el Marshall Field and Company Building ha sobrevivido en este lugar. Sin embargo, con la fusión y conversión a Macy's, el énfasis de la tienda cambió y las líneas de marca de la tienda reemplazaron a muchas marcas de diseñadores, como Dolce & Gabbana, Prada, Miu Miu y Jimmy Choo.

### Leyenda empresarial

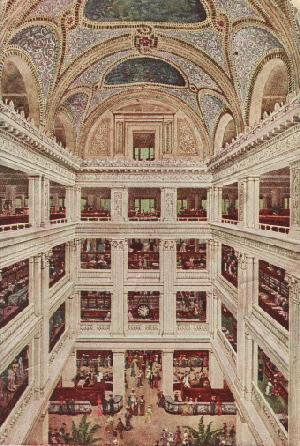
Atrio interior en una postal histórica

La tienda albergaba un negocio que estableció nuevos estándares de venta al público y rompió muchas convenciones. La empresa se convirtió rápidamente en un éxito y, en los años 1880, era uno de las más grandes de su sector en topo el país. Antes de la muerte de Marshall Field en 1906, su empresa se convirtió en la mayor empresa de productos secos al por mayor y al por menor del mundo. The Marshall Field & Company ofreció el primer registro de novias, proporcionó las primeras instalaciones para cenar en la tienda y estableció la primera oficina de compras europea. La antigua tienda también fue la primera en proporcionar personal shoppers. A principios de los años 1900, las ventas anuales superaron los 60 millones de dólares, y las sucursales de compra estaban ubicadas en Nueva York, Londres, París, Tokio, Estocolmo y Berlín.
El edificio sigue siendo la segunda tienda más grande del mundo. Marshall Field se hizo cargo de las operaciones de la tienda en 1881 y se convirtió en el primer comerciante en publicar el precio de los productos a plena vista, lo que eliminó la práctica común de regatear y cobrar lo que pagaría el comprador. Además de eso, Field apoyó su producto con su famoso lema que simbolizaba su voluntad de reembolsar el precio total de toda la mercancía (una política heredada del mentor y socio Potter Palmer) comprada en su tienda:

Give the lady what she wants.. (Dele a la dama lo que quiere).

## Detalles
El edificio de granito de 13 pisos en la calle State se construyó en etapas entre 1902 y 1906 en un bloque dividido con secciones que se agregaron al edificio en 1902, 1906, 1907 y 1914. Daniel H. Burnham diseñó las dos secciones principales a lo largo de la calle State (el edificio norte construido en 1902 y el sur en 1905–06). Durante un tiempo, el edificio fue la tienda más grande del mundo con 295 000 m² de superficie, con los departamentos de libros, loza, zapatos y juguetes más grandes de todos los grandes almacenes del mundo.
El edificio actual tiene varios atrios: una cúpula de techo abovedado de mosaico Louis Comfort Tiffany cubre un atrio con balcones de 5 pisos en la esquina suroeste; la sección noroeste tiene un atrio con tragaluz de 13 pisos, y un atrio más nuevo con una fuente en el centro está atravesado por escaleras mecánicas dobles. Diseñado por un grupo de 50 artesanos durante 18 meses, el techo Tiffany tiene más de 557 m² y compuesto por 1,6 millones de piezas de vidrio iridiscente. Es la primera cúpula de vidrio iridiscente y sigue siendo el mosaico de vidrio más grande de su tipo. Sólo el templo egipcio de Karnak de 30 siglos de antigüedad, con sus 21 m compite con las cuatro columnas de 15 m Columnas de granito rematadas de estilo jónico en la fachada de la calle State. Se estima que el edificio mide 46 m alto.

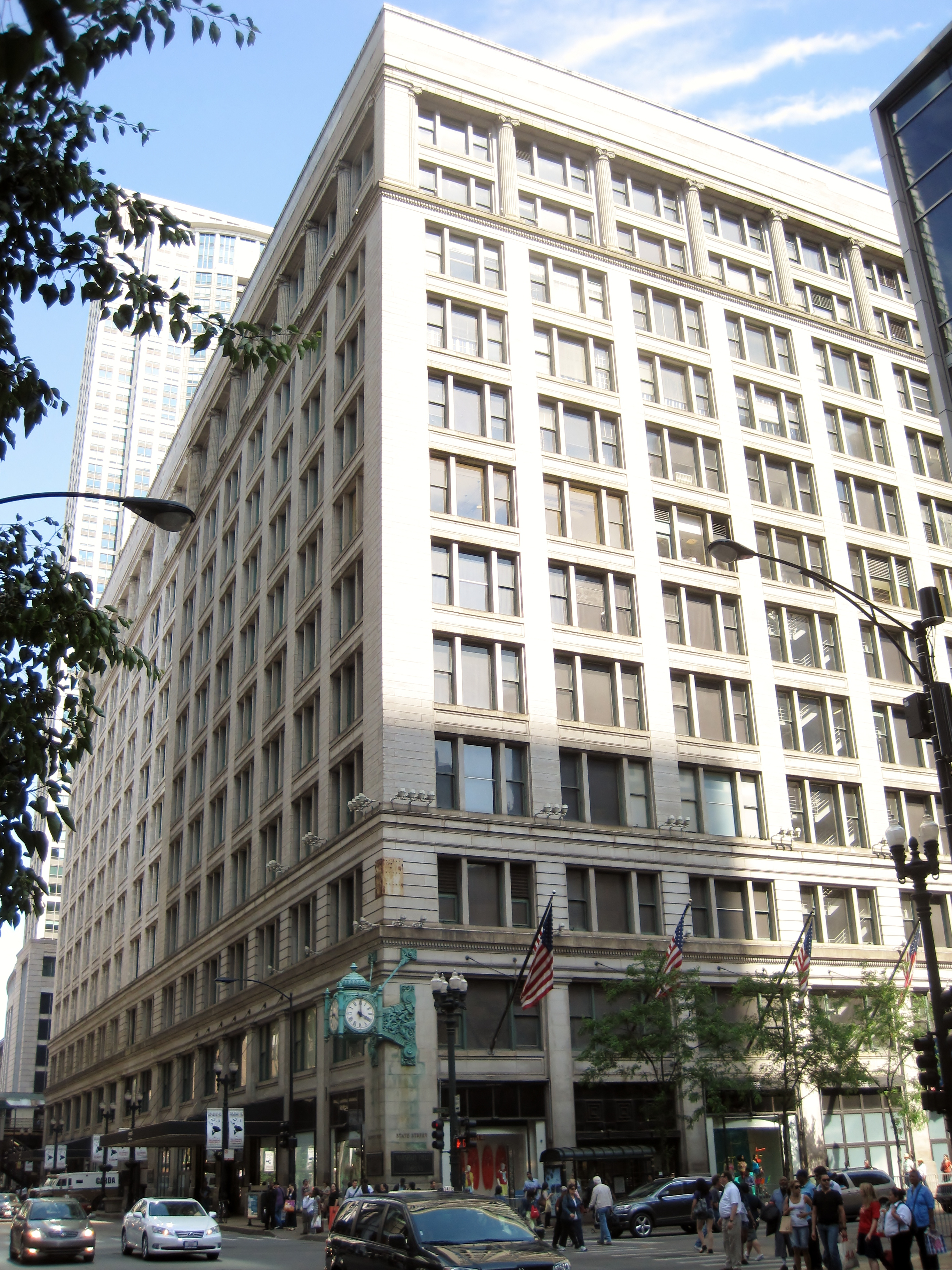
La fachada del Marshall Field and Company Building

El edificio es conocido por sus dos relojes exteriores, que pesan alrededor de 7,5 toneladas cortas (6,7 LT) cada uno, en sus esquinas noroeste y suroeste a lo largo de la calle State, uno en la esquina de la calle Randolph y otro en la de Washington. El reloj suroeste en la intersección original de Washington Street, conocido como el Gran Reloj, se instaló el 26 de noviembre de 1897. Marshall Field imaginó el reloj como un faro para su tienda, que consideraba un lugar de encuentro. El reloj se instaló después de que la esquina suroeste de la tienda se convirtió en un lugar de reunión popular y la gente comenzó a dejar notas en las ventanas del Marshall Field. El reloj fue un intento de acabar con esta práctica y fomentar la puntualidad.
En la actualidad, el edificio está ubicado en 111 North State Street, entre las calles Washington y Randolph, en el Loop de Chicago, al otro lado de la calle State desde el futuro proyecto de construcción Block 37 , al otro lado de Randolph, de la torre Joffrey y al otro lado de la avenida Wabash de The Heritage en Millennium Park. Un vestíbulo público subterráneo conecta el sótano con 25 East Washington Street, que anteriormente albergaba la tienda para hombres de Marshall Field.

## En la cultura popular
El edificio tiene varias tradiciones navideñas: es conocido como el antiguo sitio de producción de mentas Frango y por el árbol de Navidad Walnut Room. También alberga una serie de vitrinas decoradas ornamentadas al nivel de la calle. La exhibición de ventanas incluye trece ventanas temáticas a lo largo de la calle State que en los últimos años han mostrado los temas del desarrollo de historias de Blancanieves, Charlie y la fábrica de chocolate, Paddington Bear, La noche antes de Navidad, Harry Potter y Cenicienta. Anualmente se trae un árbol de Navidad de coníferas de tres pisos de altura para la temporada navideña.
El 3 de noviembre de 1945, el ilustrador estadounidense Norman Rockwell hizo un dibujo de uno de los relojes del Marshall Field's Building en la portada de la famosa revista Saturday Evening Post, titulada The Clock Mender. La pintura de Rockwell muestra a un hombre encaramado sobre una escalera y ajustando uno de los relojes del Marshall Field para que corresponda con su propio reloj de bolsillo. El antiguo Teatro Oriental en el fondo demuestra que esto representa el Gran Reloj a juego en la esquina noroeste del edificio en las calles State y Randolph. En 1948, Rockwell donó la pintura original, The Clock Mender, a la tienda, donde había estado colgada en el séptimo piso desde entonces. Después de que Target Corporation vendiera Field's a May Department Stores, que luego se fusionó con Federated Department Stores en 2005, los funcionarios federados descubrieron una copia de reproducción en exhibición. Federated eliminó la copia falsa y le pidió a Target que devolviera el original. Desde entonces, la pintura ha sido donada a la Sociedad Histórica de Chicago, que fue desde el 26 de febrero de 2000 hasta el 21 de mayo de 2000 la segunda parada de la gira nacional de siete ciudades de Pictures for the American People, la primera Exposición de la carrera de Rockwell que había sido organizada por el High Museum of Art de Atlanta y el Norman Rockwell Museum de Stockbridge y que también había visitado el Solomon R. Guggenheim Museum en la ciudad de Nueva York, Corcoran Gallery of Art en Washington D. C., San Diego Museum of Art y Phoenix Art Museum.
En la novela de John Dos Passos The 42nd Parallel (1930), el personaje Eric Egstrom está empleado en el edificio de este Marshall Field.
Los autores G. K. Chesterton y Sinclair Lewis se conocieron en el departamento de libros del edificio de grandes almacenes Field, lo que resultó en su colaboración en la obra inédita Mary Queen of Scotch.

## Galería

Imágenes históricas
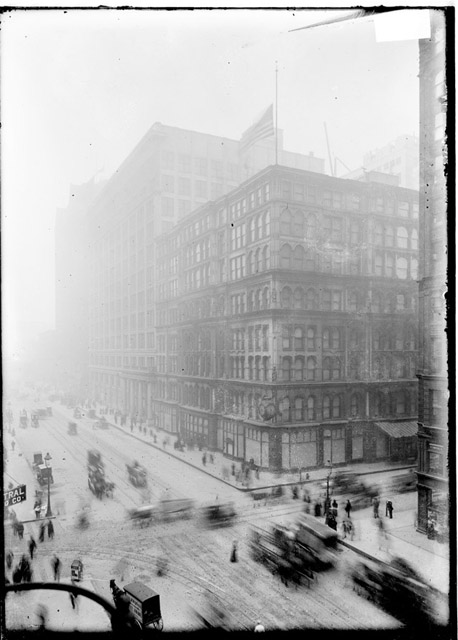
El edificio en 1905
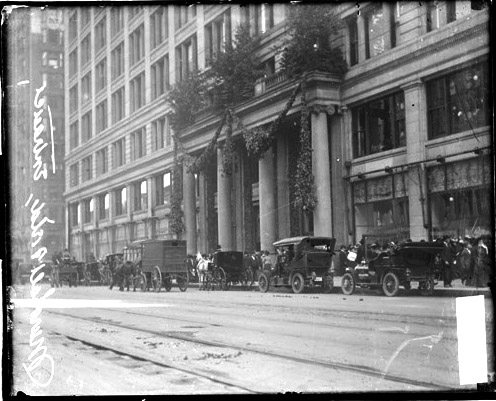
Navidad de 1907
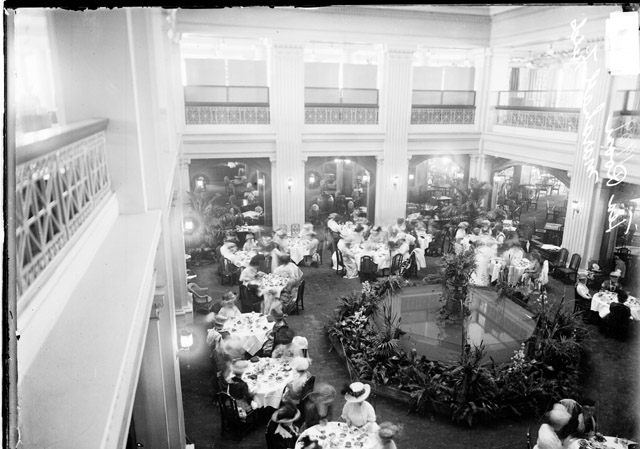
Salón de té en 1909
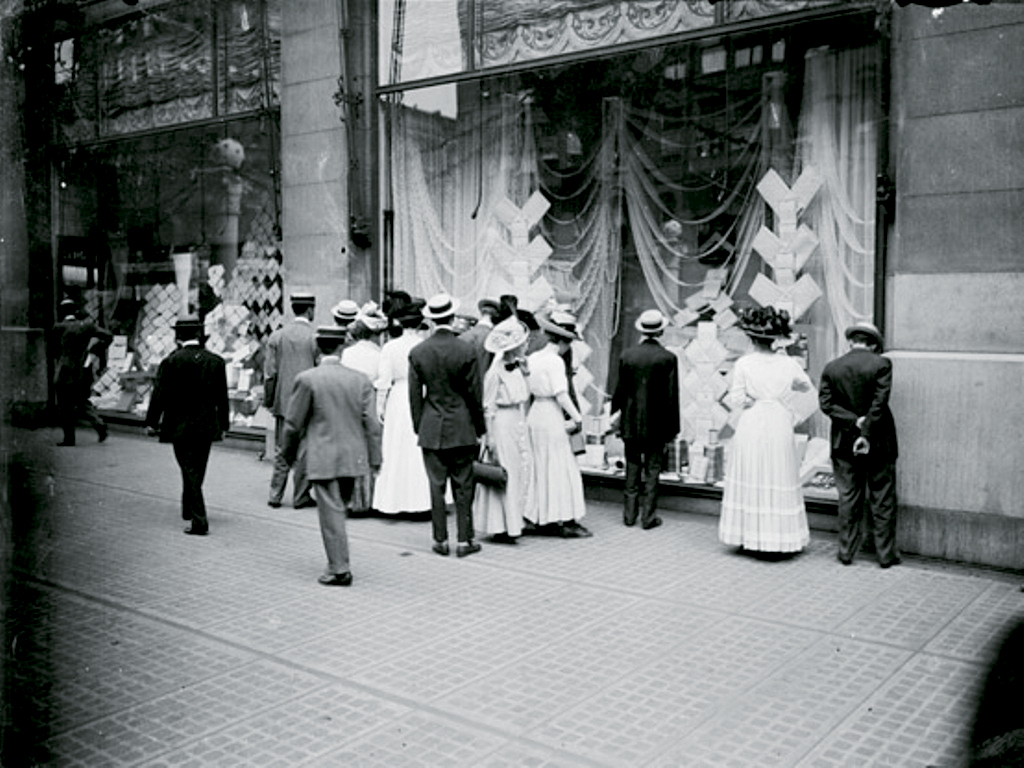
Vitrina en 1910
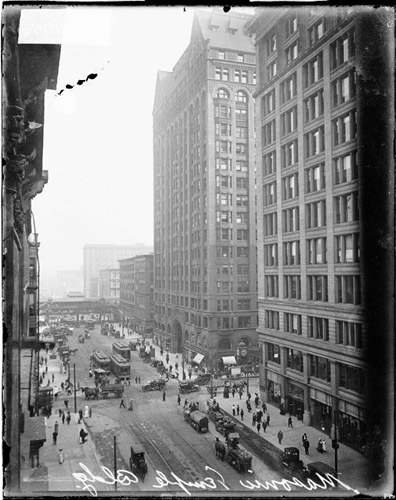
Con el Templo Masónico en1911
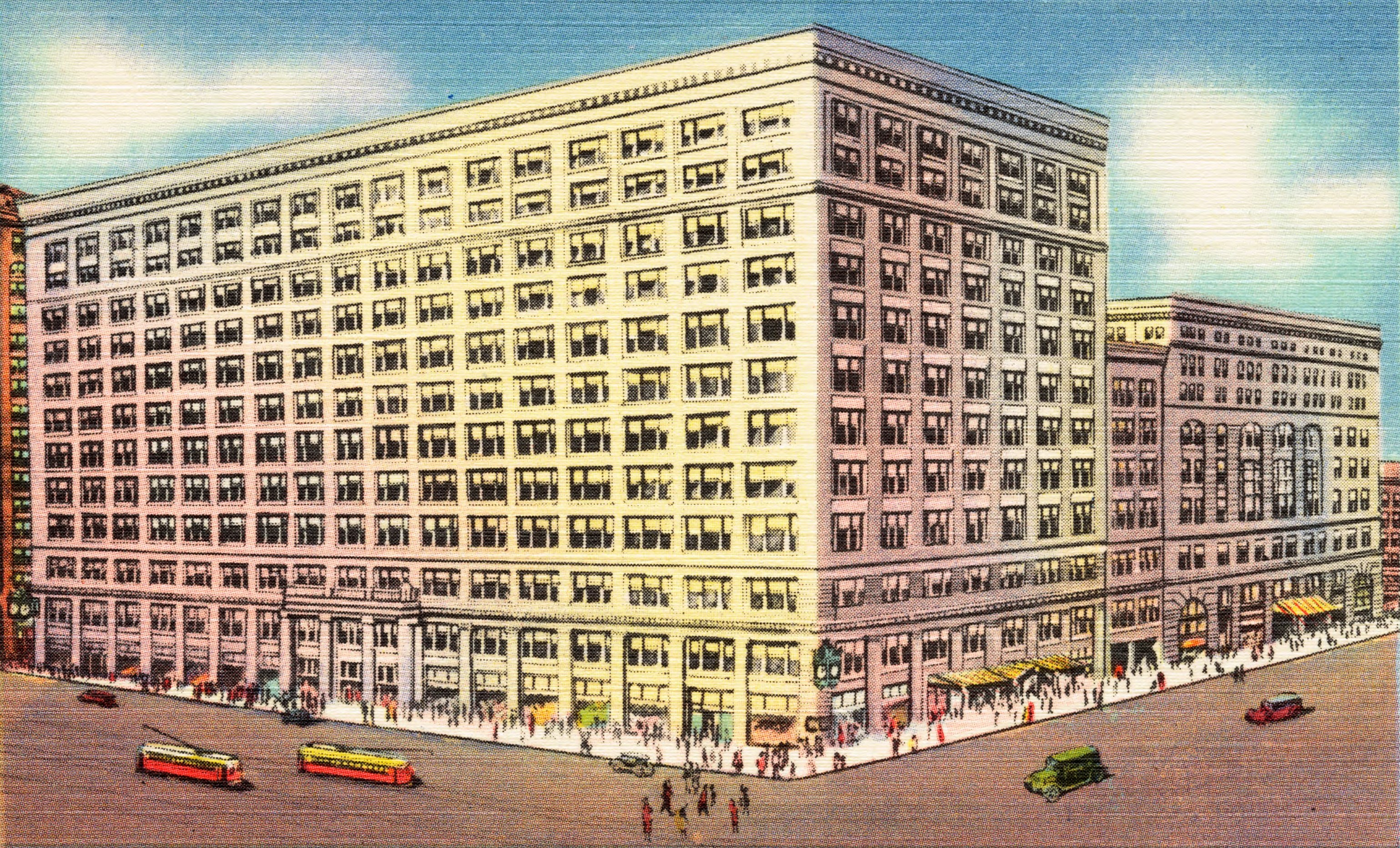
Postal de los años 1930

Los relojes monumentales de Randolph y Washington
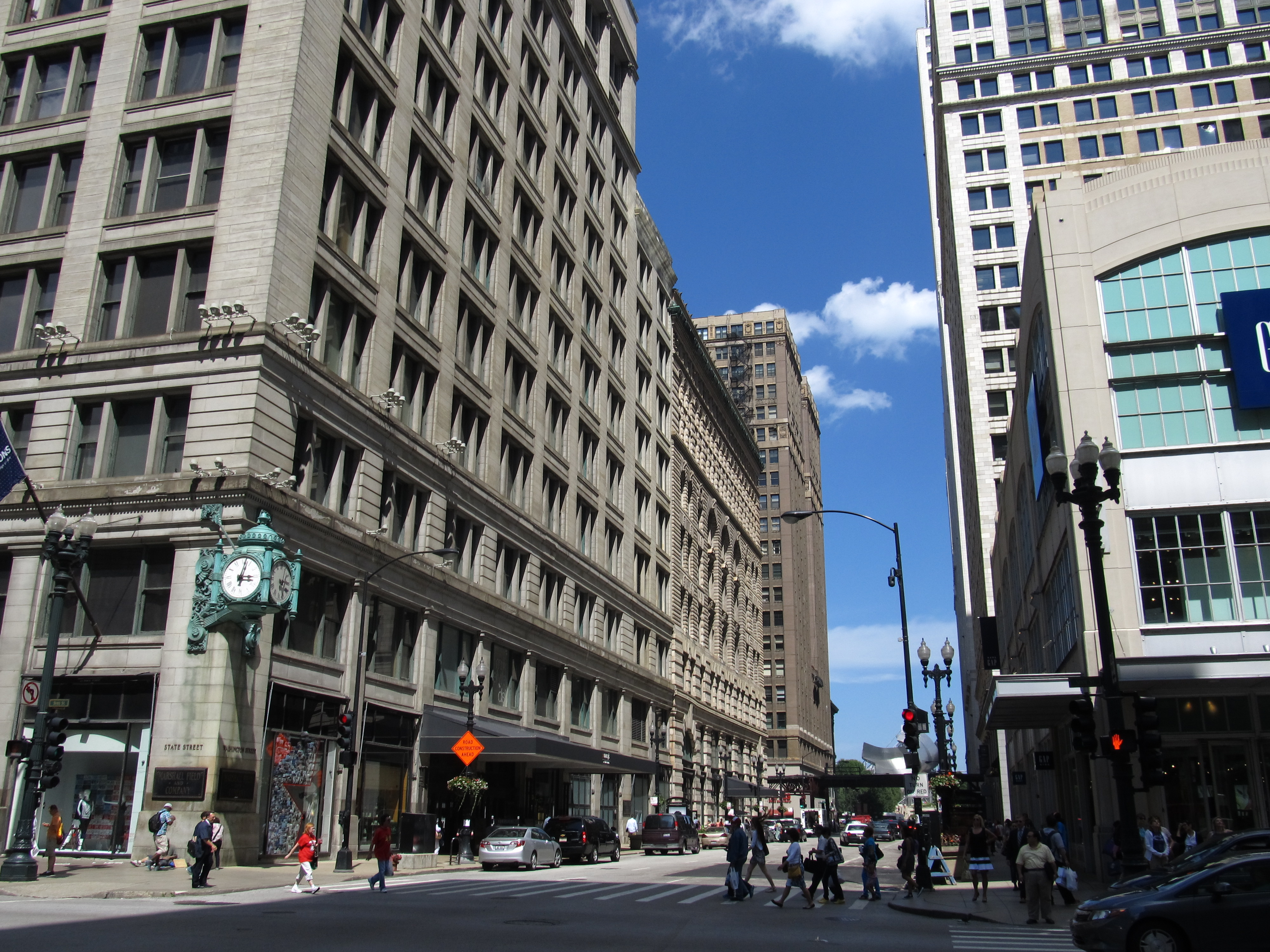
El Gran Reloj de N State y Washington
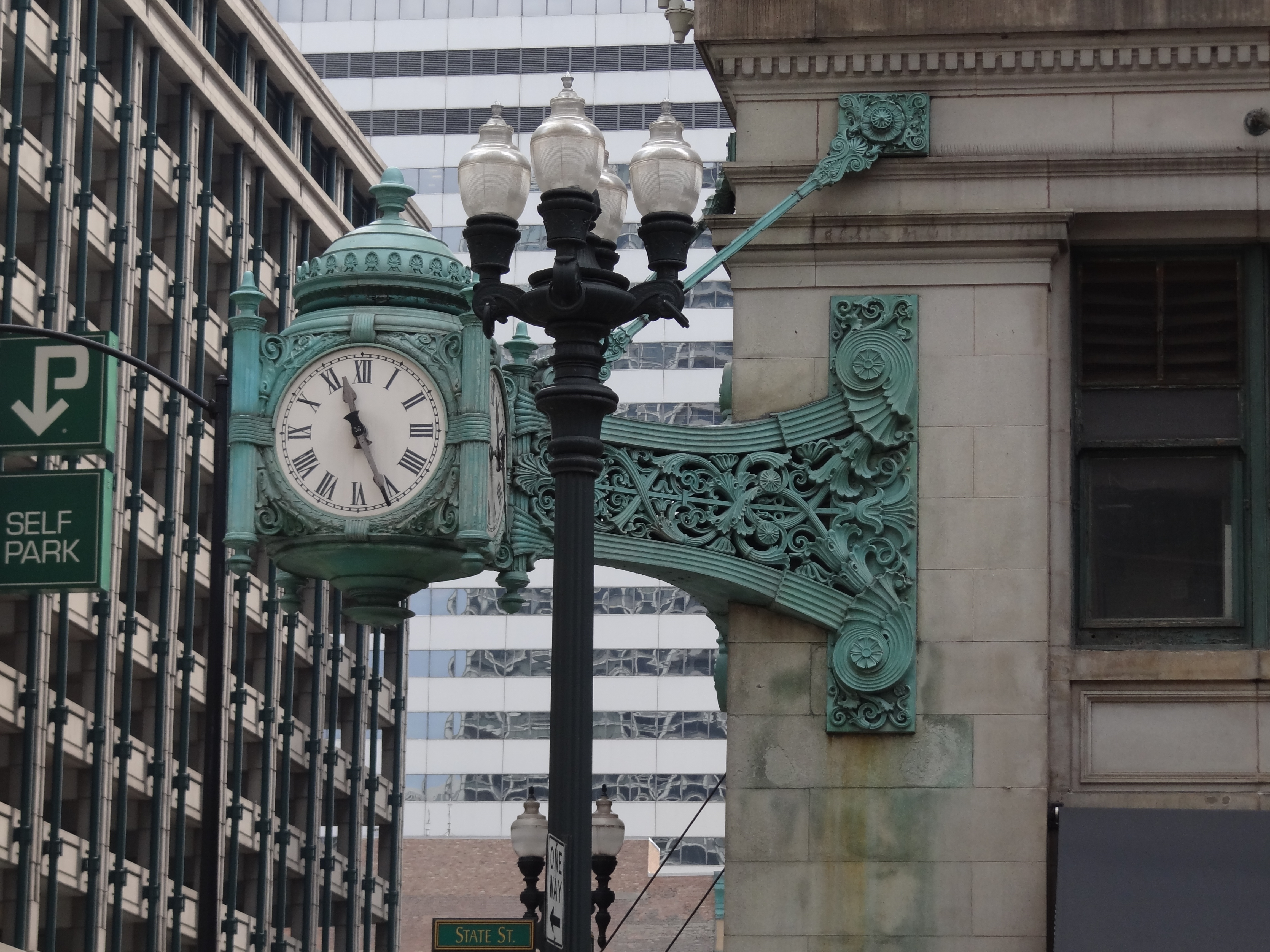
El Gran Reloj de N State y E Randolph
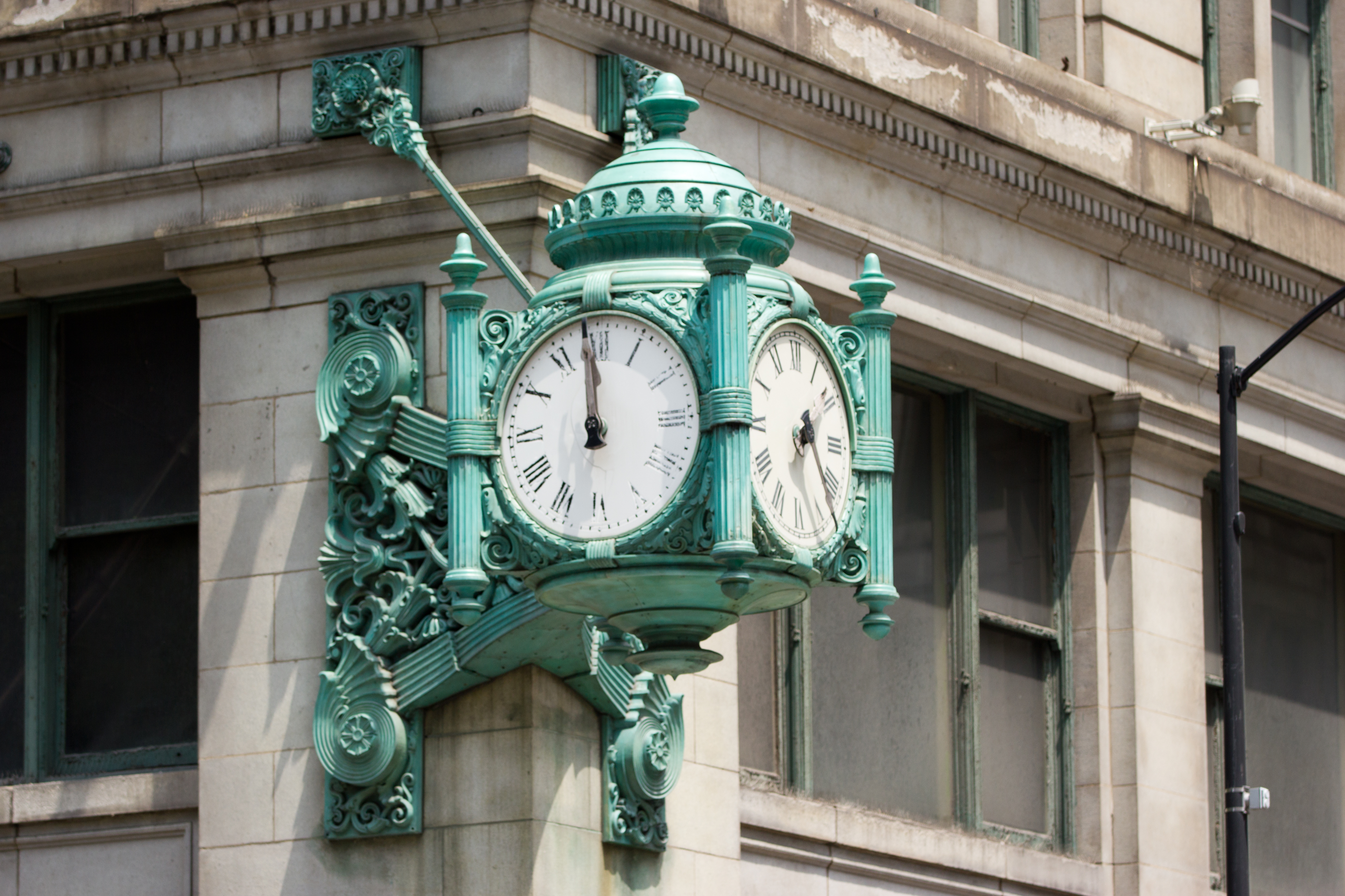
El Gran Reloj de N State y Washington
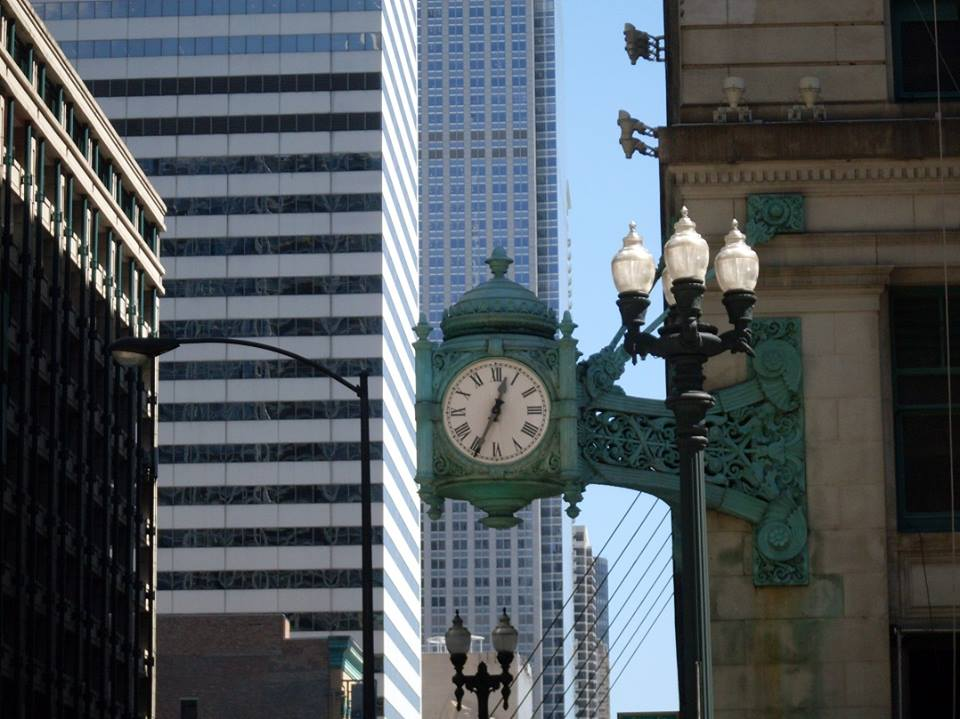
El Gran Reloj de N State y E Randolph
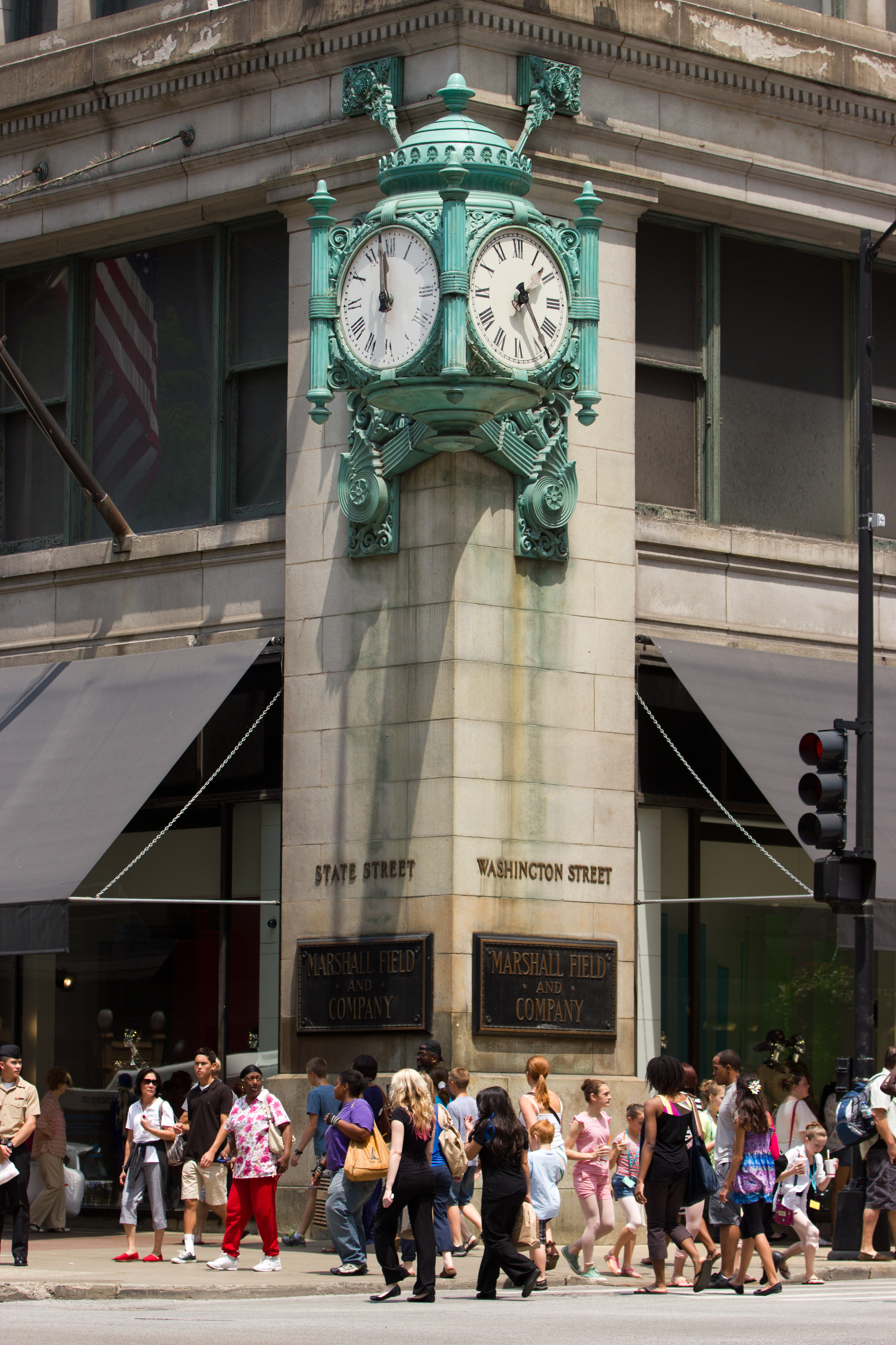
El Gran Reloj de N State y Washington
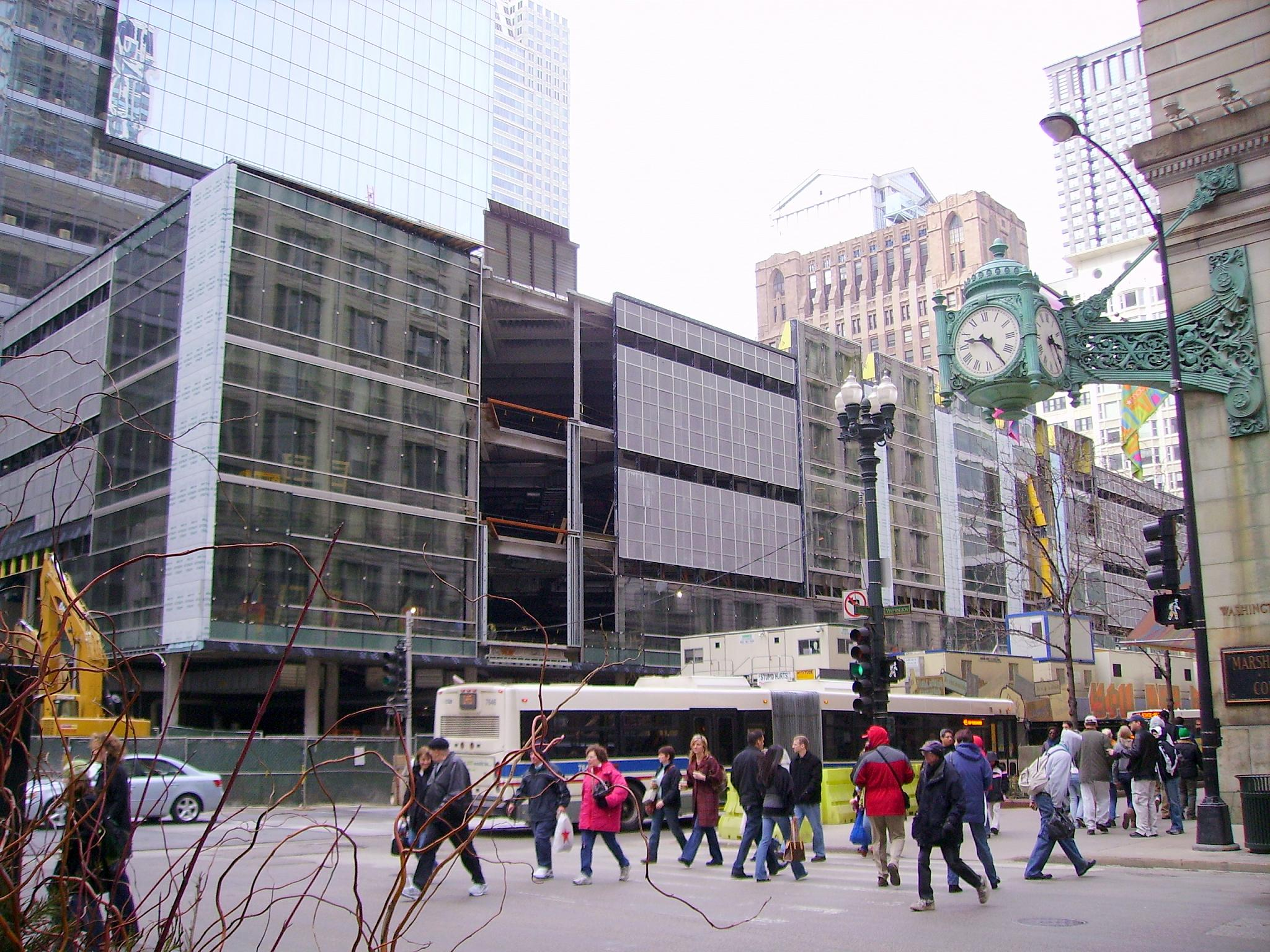
El Gran Reloj de N State y Washington

Atrio y mosaico
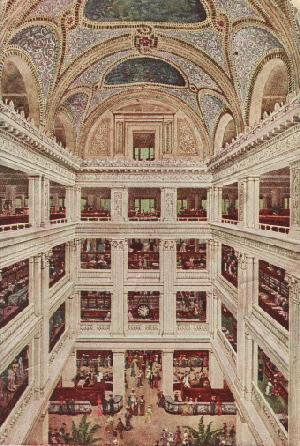
El atrio en una postal
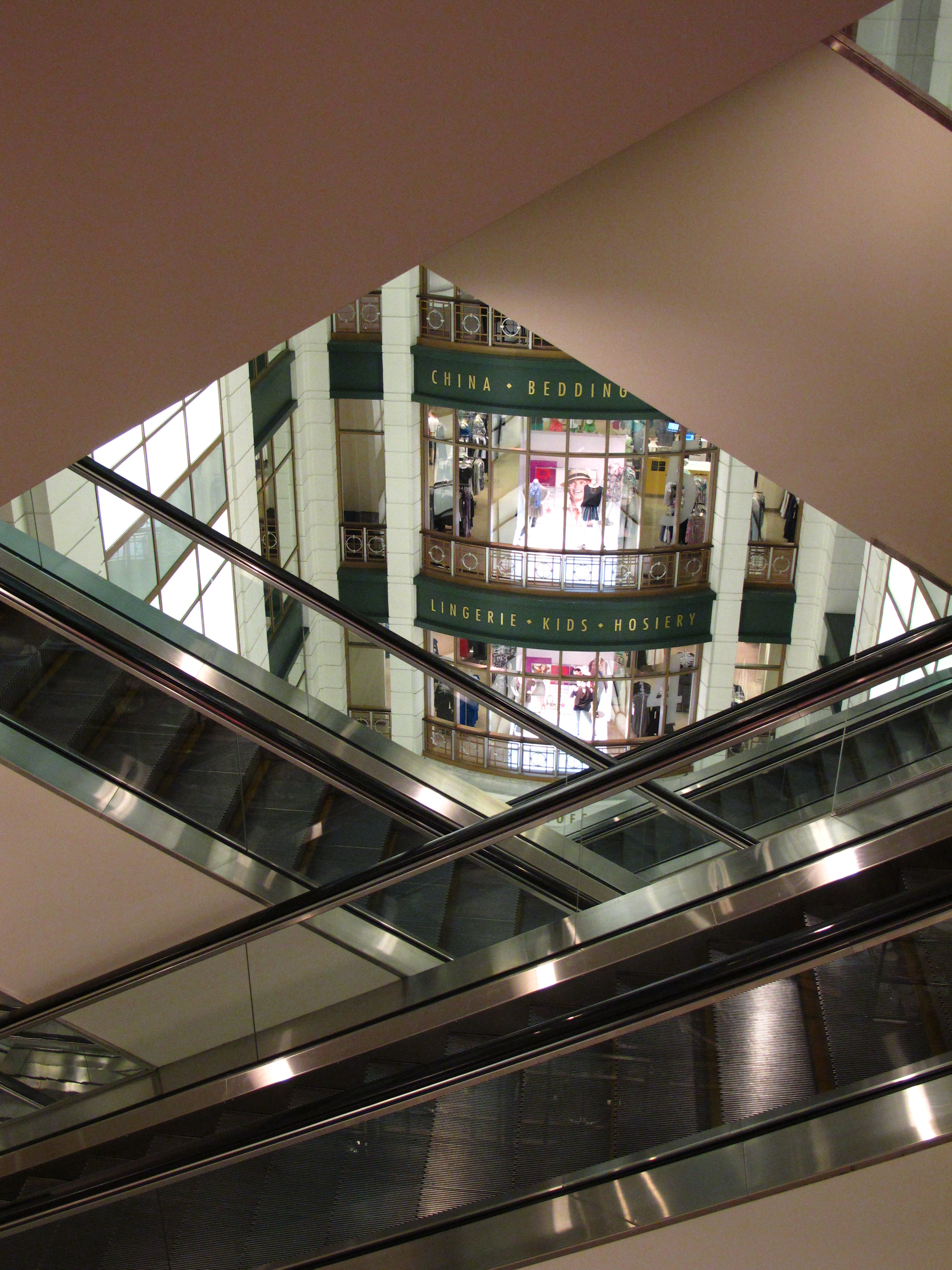
Las escaleras mecánicas
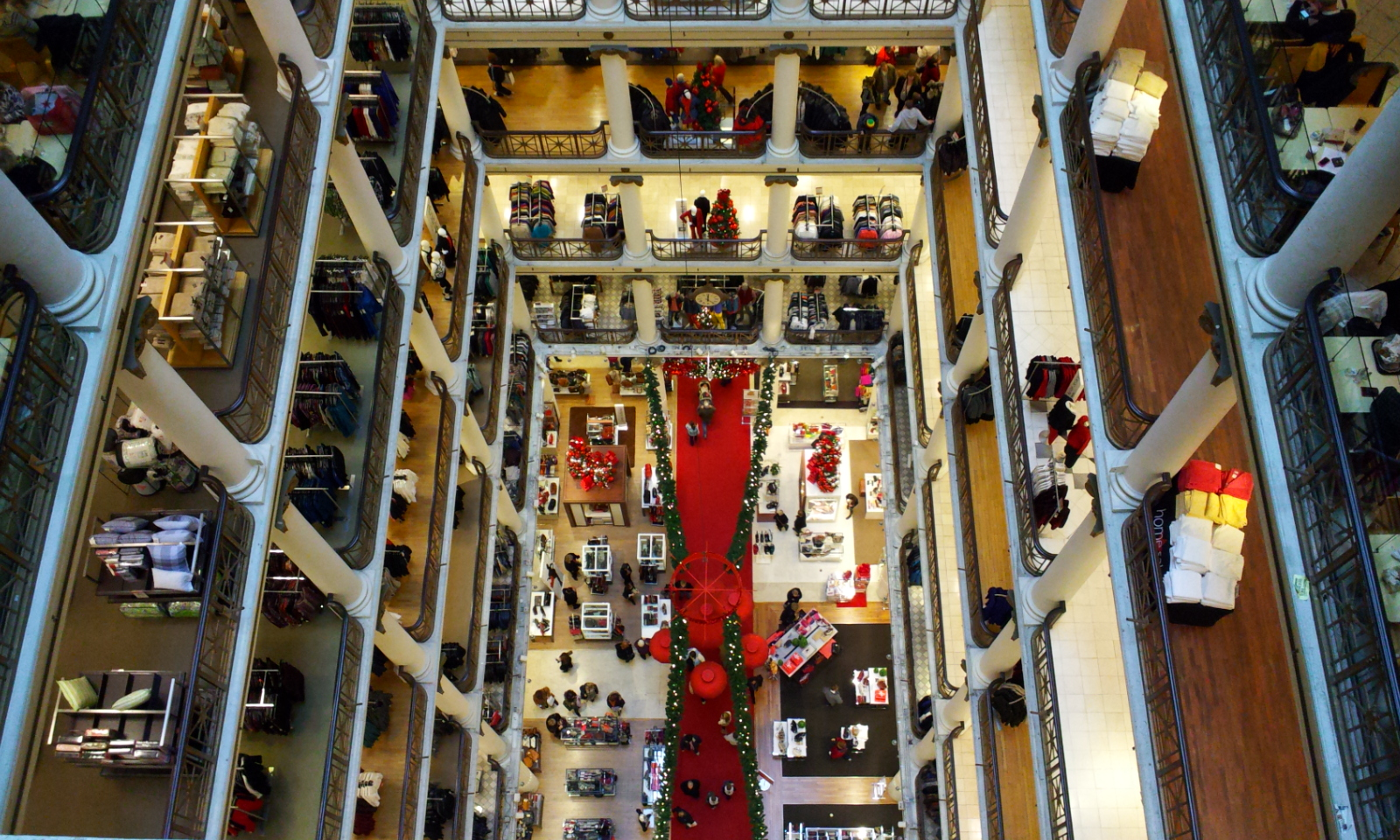
El atrio visto desde el séptimo piso
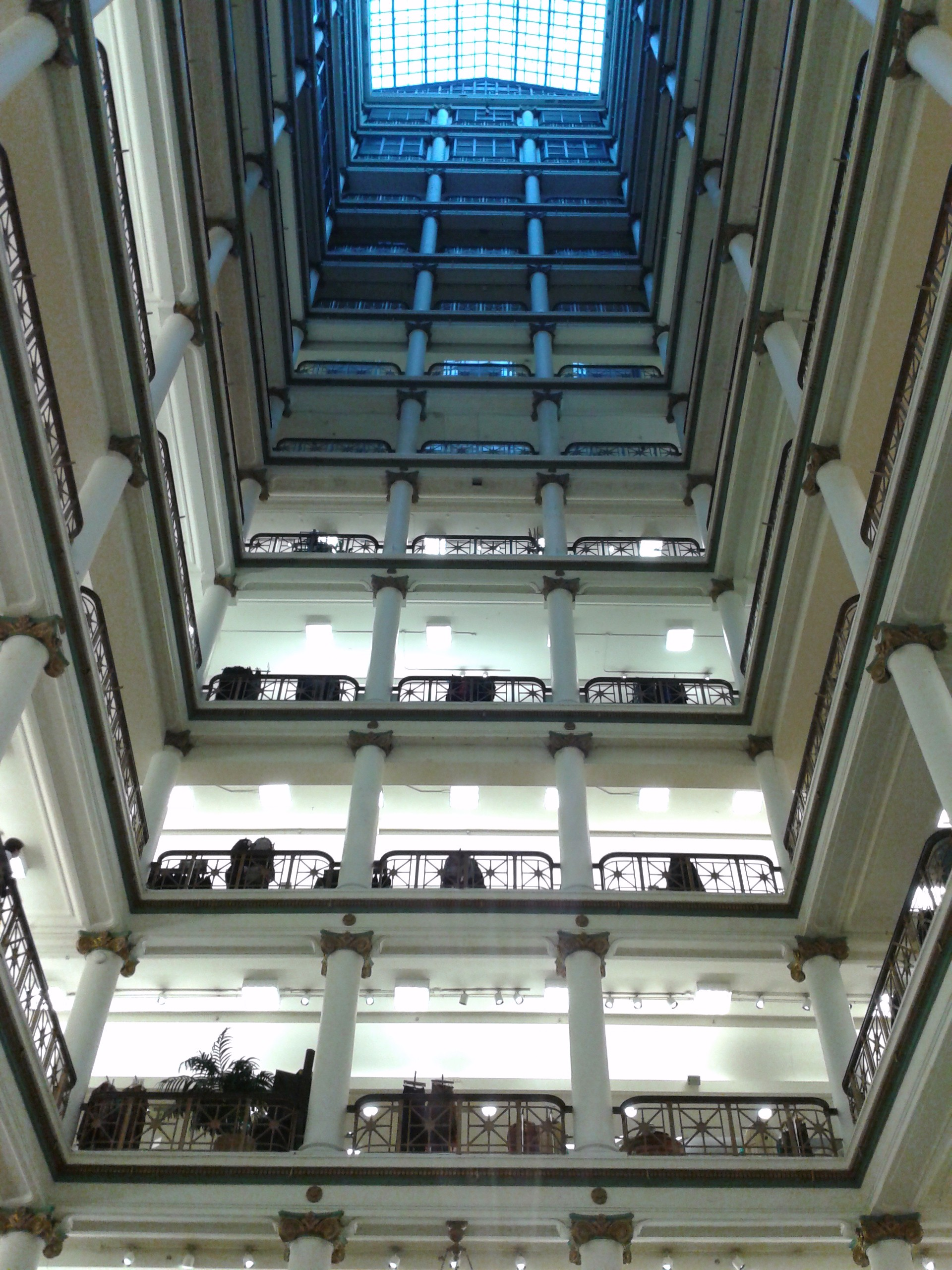
El atrio desde el suelo
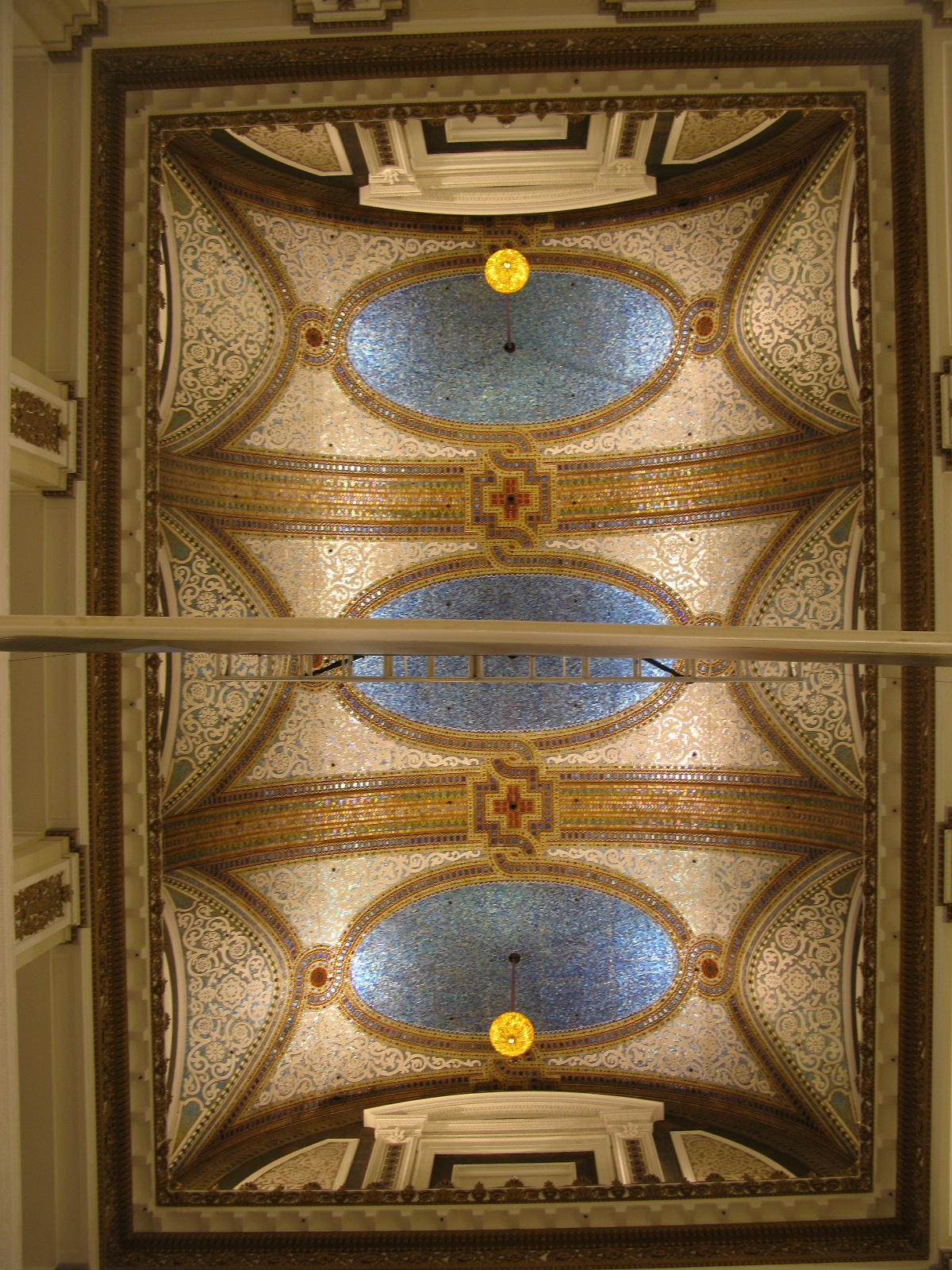
Mosaico Tiffany
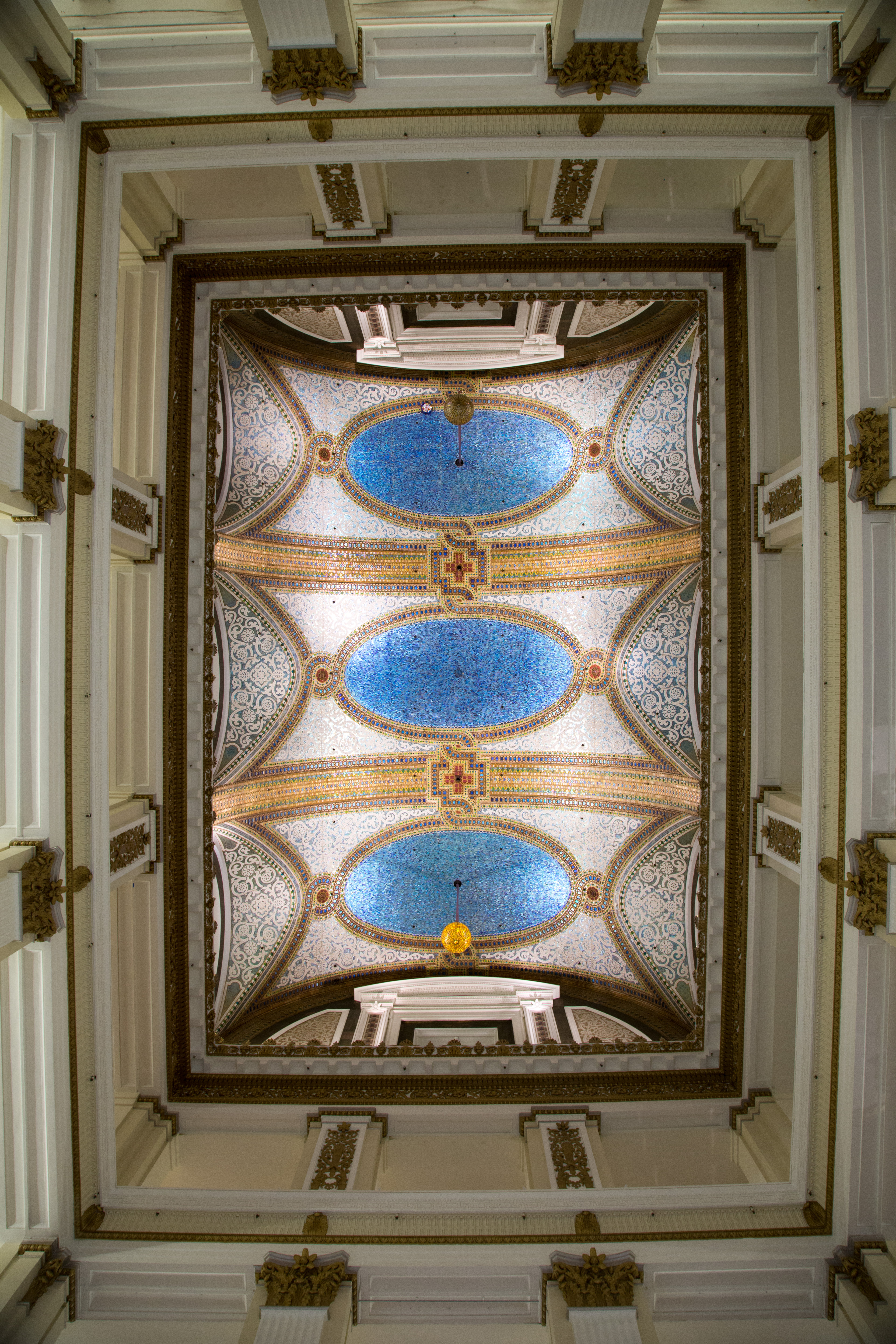
Mosaico y atrio